# Stěžery (zámek)
Stěžery je renesanční tvrz přestavěná na zámek ve stejnojmenné obci asi šest kilometrů západně od Hradce Králové. Jeho vznik se datuje do 17. století. Majiteli zámku byl převážně rod Harrachů. Je chráněn jako kulturní památka.

## Historie

### Vznik
Ves Stěžery je od roku 1229 připomínána jako majetek opatovického kláštera. Po zničení kláštera za husitských válek ji získalo město Hradec Králové, ovšem v roce 1557 byla ves za účast ve stavovském odboji v letech 1546–1547 zkonfiskována. Později ji odkoupil Jan z Pernštejna, který ji o rok později prodal Zdeňkovi Zárubovi z Hustiřan. Od něj je v roce 1551 koupil Felix Pravětický z Pravětic. Ten nechal ve Stěžerech vybudovat renesanční tvrz. Původní tvrz tvoří severní křídlo dnešního zámku.

### 17. a 18. století

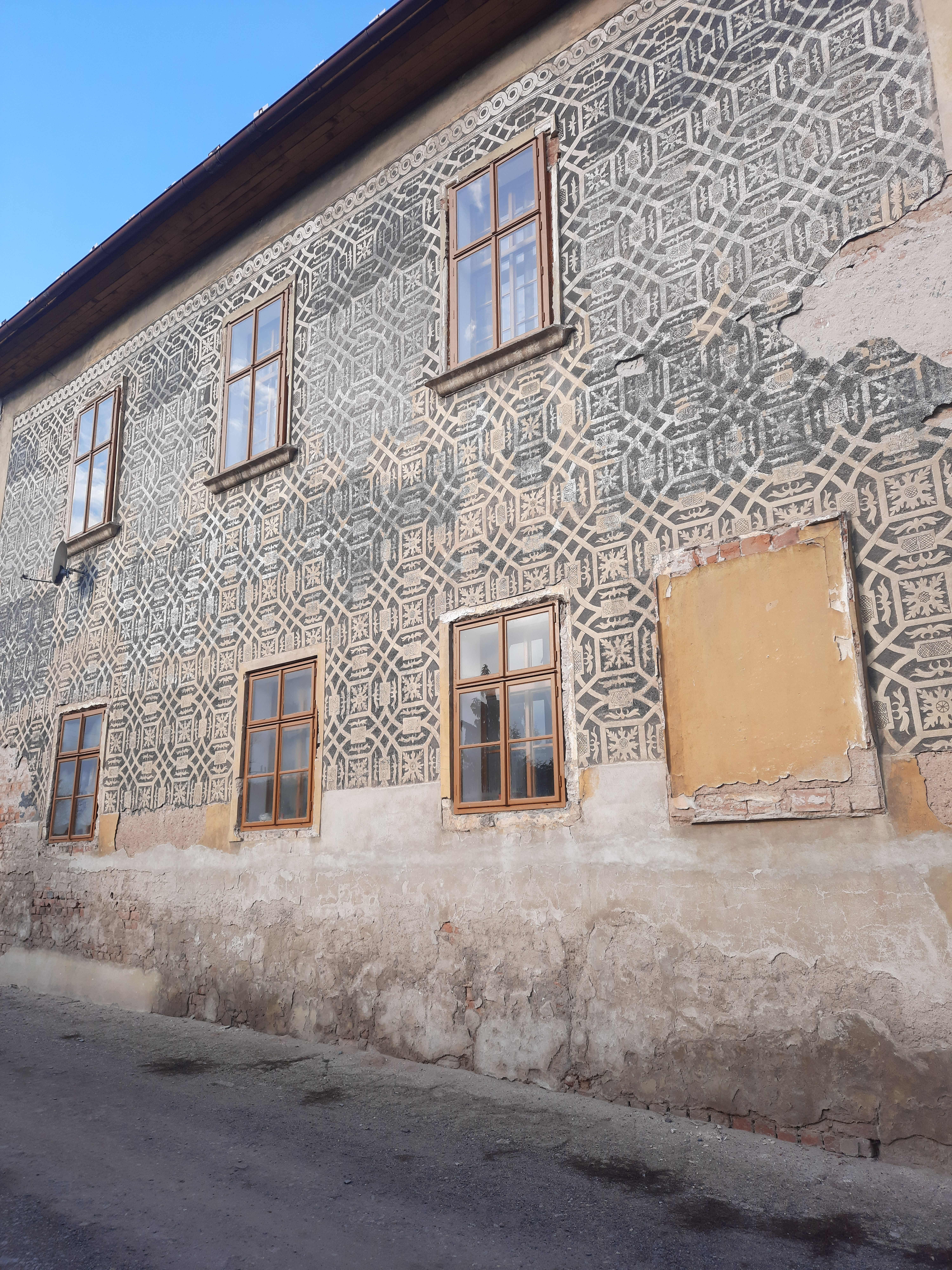
sgrafito na bočním traktu budovy

V letech 1653–1654 vznikají první záznamy o novém sídle. Dílo je uváděno jako kamenná tvrz se šindelovou střechou, dvěma prostornými světnicemi se stejným počtem komor, spíží, vězením a hlavním sklepem. Dne 2. července 1745 za pruských válek bylo sídlo i s celou vesnicí vydrancováno a skoro zničeno. Také selská rebelie za zrušení nevolnictví 24. března 1775 poškodila zámek. Později Stěžery přecházejí do vlastnictví rodu Harrachů.

### Harrachové ve Stěžerech
Prvním majitelem z rodu Harrachů byl hrabě Ferdinand Bonaventura Harrach. V letech 1802–1803 nechává hrabě Arnošt Kryštof Harrach opravit a rozšířit zámeček, aby mu sloužil jako letní byt. Jeho přítomnost ve Stěžerech byla ovšem jenom dočasná, než bylo zbudováno letní sídlo „Červený hrádek" u Nechanic po vzoru zámku Hluboká. V zámku poté sídlili vrchní hospodářské a patrimoniální úřady celého harrachovské panství. Také zde sídlil správce, který měl moc nejvyššího soudce nad poddanými.
V roce 1887 byla na zámek umístěna 1. hospodyňská škola, která byla nejpokrokovější zařízením své doby. Po jejím úplném přemístění do nové budovy v roce 1898 byl celý zámek opraven. Poté zde sídlili a úřadovali revidenti harrachovského panství.
V roce 1928 Otto Nepomuk Harrach prodal svoji zemědělskou půdu a statky rolnickému cukrovaru v Syrovátce. Zámek si ovšem ponechal.

### 20. století
V roce 1939, před německou okupací, se harrachovské úřednictvo ze zámku odstěhovalo a nějaký čas zde působila četnická stanice. 15. srpna 1940 zámek koupili hradečtí velkoobchodníci Alois, Jaroslav a Josef Jiráskovi za 120. 000,- Kč. Ti nechali zámek opravit.
Roku 1945 byl zámek na základě tzv. Benešových dekretů znárodněn. Po převratu v únoru 1948 na zámku postupně bydleli rodiny nebo opuštění důchodci, kteří nebyli schopni zařídit si vlastní bydlení.
Po sametové revoluci v listopadu 1989 nastal problém s vrácením zámku do rukou majitelů. Až roku 2006 byly zpochybněny restituční nároky potomků Jiráskových a vlastnictví zámku bylo potvrzeno obci Stěžery. Zámek nějakou dobu sloužil jako přístřeší pro staré lidi bez rodin nebo pro mladé, kteří nemají cíl.

## Dnešní podoba zámku
Původně renesanční tvrz se zbytky sgrafitové výzdoby prošla jak barokními, tak klasicistními úpravami. Dnešní podobu mu dal Arnošt Kryštof Harrach.
Po několika novodobých úpravách v pohledu z ulice již není poznat, že se jedná o zámek. Pouze na zadním traktu budovy směrem do dvora jsou zachovány zbytky renesančních sgrafit.
Zámek je dnes majetkem obce Stěžery a slouží jako byty a poštovní úřad.